# Kaiser (film)
 (octobre 2021).
Pour les articles homonymes, voir Kaiser.

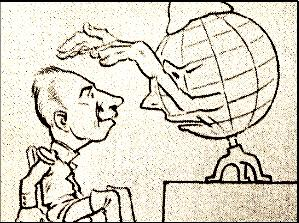
Image du film.

Kaiser est un court métrage d'animation, réalisé en 1917 par le dessinateur lvaro Marins, le Seth. Il est considéré comme le premier dessin animé produit au Brésil.
Le film est présenté pour la première fois le 22 janvier 1917 au Cine Pathé de Rio de Janeiro, des mois avant que le Brésil ne déclare la guerre à l'Allemagne et ne commence sa participation à la Première Guerre mondiale. Il s'agissait d'une caricature politique, montrant l'empereur Guillaume II mettant sur sa tête un casque qui représentait le contrôle sur le monde. Puis, un globe terrestre grandit et engloutit le leader allemand.
Depuis 1907, les cinémas brésiliens présentaient déjà des courts métrages à la fin des actualités. Cependant, Kaiser a été la première animation autonome brésilienne à être montrée.
Le film n'a pas été conservé. C'est donc un film perdu, ne laissant qu'une image fixe. 
Pour honorer l'artiste et sa création, le réalisateur du film Luz, Anima, Ação, Eduardo Calvet, a invité huit animateurs brésiliens de différentes techniques : Marão ( traditionnel ), Zé Brandão ( numérique 2D ), Still (animation sur papier ), Pedro Iuá (argile ), Marcos Magalhães (animation au cinéma), Diego Akel (pixilation), Fábio Yamaji (light painting) et Rosana Urbes (métalangue).
Il est présenté en août 2013 à Anima Mundi 2013.